# (19969) Davidfreedman
(19969) Davidfreedman est un astéroïde de la ceinture principale.

## Description
(19969) Davidfreedman est un astéroïde de la ceinture principale. Il fut découvert le 11 août 1988 à Siding Spring par Andrew J. Noymer. Il présente une orbite caractérisée par un demi-grand axe de 2,36 UA, une excentricité de 0,04 et une inclinaison de 6,8° par rapport à l'écliptique.

## Compléments